# 住吉停留場 (大阪府)

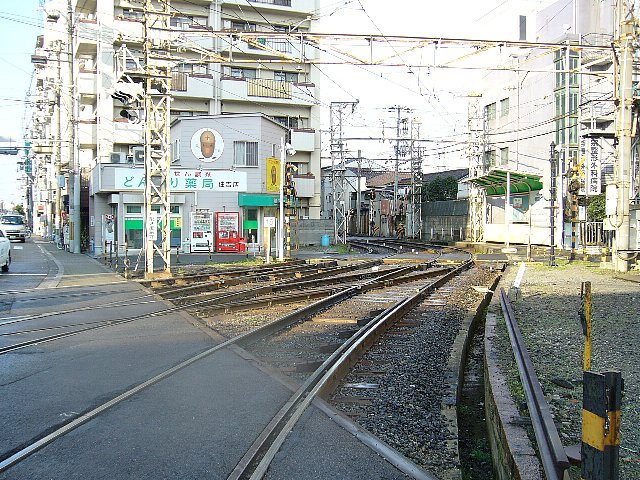
3號月台（右後）　前方分岔的直通阪堺線

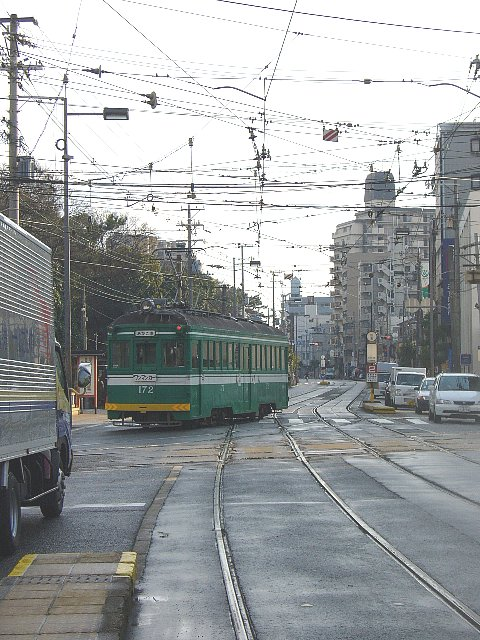
上町線往阪堺線轉線的電車

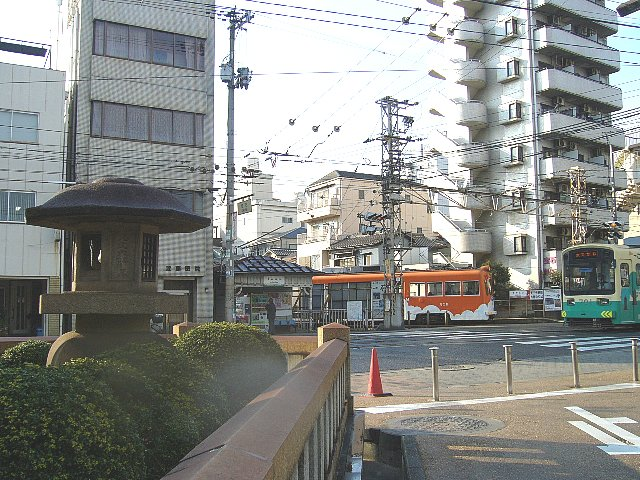
阪堺線電車（右）與上町線電車交差

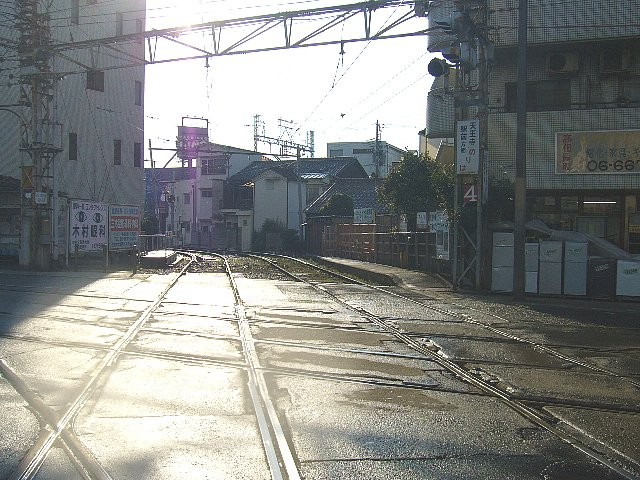
上町線（前後）與阪堺線（左右）平面交差　右後方為4號月台

住吉停留場（日语：／ Sumiyoshi teiryūjō */?）是一個位於日本大阪府大阪市住吉區住吉2丁目，屬於阪堺電氣軌道的停留場。車站編號為HN10。

## 停留場構造
以阪堺線與上町線合流分岔的住吉交差點為中心，東與南北的安全地帶各設1面月台，合計3面3線。

### 月台配置
| 月台 | 路線             | 目的地                 |                  |
| ---- | ---------------- | ---------------------- | ---------------- |
| 1    | ■阪堺線          | 我孫子道方向           |                  |
| 2    | ■阪堺線          | 惠美須町方向           |                  |
| 2    | ■上町線          | 天王寺站前方向         |                  |
| 3    | ■阪堺線          | 我孫子道、濱寺站前方向 |                  |
| 4    | （停用）（廢除） | （停用）（廢除）       | （停用）（廢除） |

## 相鄰停留場
阪堺電氣軌道
■阪堺線
東粉濱（HN61）－住吉（HN10）－住吉鳥居前（HN12）
■上町線（此停留場起直通阪堺線）
神之木（HN09）－住吉（HN10）－（阪堺線）住吉鳥居前（HN12）

### 曾經存在的路線
阪堺電氣軌道
■上町線
住吉（HN10）－住吉公園（HN11）